# Winnebago (Minnesota)
Winnebago es una ciudad ubicada en el condado de Faribault en el estado estadounidense de Minnesota. En el Censo de 2010 tenía una población de 1437 habitantes y una densidad poblacional de 244,31 personas por km².

## Geografía
Winnebago se encuentra ubicada en las coordenadas 43°45′50″N 94°10′14″O / 43.76389, -94.17056. Según la Oficina del Censo de los Estados Unidos, Winnebago tiene una superficie total de 5.88 km², de la cual 5.87 km² corresponden a tierra firme y (0.13%) 0.01 km² es agua.

## Demografía
Según el censo de 2010, había 1437 personas residiendo en Winnebago. La densidad de población era de 244,31 hab./km². De los 1437 habitantes, Winnebago estaba compuesto por el 95.48% blancos, el 0.14% eran afroamericanos, el 0.63% eran amerindios, el 0.14% eran asiáticos, el 0% eran isleños del Pacífico, el 2.57% eran de otras razas y el 1.04% pertenecían a dos o más razas. Del total de la población el 7.52% eran hispanos o latinos de cualquier raza.